# Последниот ден на Мистер Порфириј
„Последниот ден на Мистер Порфириј” је југословенски и македонски телевизијски филм из 1975. године. Режирао га је Владимир Милчин а сценарио је написао Атанас Вангелов.

## Улоге
| Глумац           | Улога |
| ---------------- | ----- |
| Димитар Гешоски  |       |
| Илија Милчин     |       |
| Милица Стојанова |       |